# Lista över ledamöter av Sveriges riksdags andra kammare 1929–1932
Ledamöter av Sveriges riksdags andra kammare mandatperioden 1929–1932.

## Stockholms stad
- Arvid Lindman, amiral, h
- Otto Järte, byråchef, h
- Erik Nylander, direktör Sveriges allmänna exportförening, h
- Otto Holmdahl, generaldirektör Skolöverstyrelsen, h
- Arne Forssell, fil.dr, h
- Bertha Wellin, sjuksöterska, h
- Erik Nygren, ombudsman Sveriges köpmannaförbund, h
- Conrad Carleson, kammarrättsråd, l
- Carl Gustaf Ekman, statsminister, f
- Per Albin Hansson, redaktör Social-Demokraten, s
- Herman Lindqvist, socialfullmäktig, s
- Arthur Engberg, redaktör, s
- Edvard Johanson, LO:s sekreterare, s
- Zeth Höglund, redaktör Folkets Dagblad Politiken, s
- Agda Östlund, sömmerska, s
- Ernst Eriksson, förste kontorist, s
- Karl Kilbom, redaktör Folkets Dagblad Politiken, k
- Edoff Andersson, förtroendeman, k

## Stockholms län
- Birger Christenson, rådman, h
- Ragnar Lundqvist, notarie, h
- Erik Eurén, lantbrukare, h
- Harald Laurin, direktör, bf
- Gustav Mosesson, rektor, f
- Martin Andersson i Igelboda, snickare, s
- Wilhelm Källman, kamrer, s
- Einar Ahl, järnarbetare, s
- Allan Andersson, småbrukare, s
- Nils Flyg, redaktör, k

## Uppsala län
- Nils Wohlin, professor i statistik, h
- Carl Gustaf Olsson, lantbrukare, bf
- Eric Björnberg, lantbrukare, f
- Karl August Olsson (Borg i Harnäs), snickare, s
- Vilhelm Lundstedt, professor i civilrätt, s

## Södermanlands län
- Erik Laurén, fabrikör, h
- Harald Andersson, lantbrukare, bf
- Gustaf Olsson i Ramsta, lantbrukare, f
- Carl Johan Johansson i Uppmälby, lantbrukare, s
- Conrad Jonsson, redaktör Social-Demokraten, s
- Karl Andersson i Katrineholm, redaktör, ordf i Katrineholms arb.kommun, s
- Bror Lundkvist, ombudsman, s

## Östergötlands län
- David Pettersson, lantbrukare, h
- Gustaf Adolf Björkman, borgmästare i Norrköping, h
- Ivar Anderson, redaktör för Östgöta Correspondenten, h
- Sven Hollertz, nämndeman, h
- Martin Skoglund, lantbrukare, h
- Oscar Jonsson, lantbrukare, bf
- Sven Olsson i Labbemåla, lantbrukare, f
- Karl Ward, redaktör Folkbladet, s
- Erik Gustaf Johansson, lantbrukare, s
- Gottfrid Karlsson, lokomotivförare, s
- Frans Ericson, smed, s
- Carl Sjögren, lokalredaktör Östgöten, s

## Jönköpings län
- Fabian Lilliecreutz, friherre, h
- Oscar Johanson, lantbrukare, h
- Lucas Petersson, hemmansägare, bf
- Anton Svensson i Högsjöhult, lantbrukare, bf
- Felix Hamrin, f. statsråd, f
- Oscar Carlström, lantbrukare, f
- Erik Fast, riksdagsman, s
- Abel Andersson, lantbrukare, s
- Johan Johnsson i Norrahammar, gjutare, s

## Kronobergs län
- Otto Magnusson, hemmansägare, h
- Peter Magnus Olsson, hemmansägare, h
- Johan Gustaf Svensson i Betingetorp, hemmansägare, h
- Hjalmar Svensson, lantbrukare, bf
- Herman Blomquist, lokomotivförare, s
- Gustaf Rosander, glasblåsare, s

## Kalmar län
- Sten Waldem, godsägare, h
- Albert Johansson, hemmansägare, h
- Helmer Schött, tullförvaltare, h
- Sigurd Carlsson, f.d. riksdagsman, h
- Karl Wirsell, lantbrukare, h
- Arthur Heiding, lantbrukare, bf
- Emil Gustafson i Vimmerby, lantbrukare, f
- Karl Magnusson, mjölnare, s
- Alfred Werner, lokomotiveldare, s

## Gotlands län
- Gustaf Svedman, redaktör, h
- Theodor Gardell, lantbrukare, bf
- Arvid Gardell, lantbrukare, bf

## Blekinge län
- John Jönsson, lantbrukare, h
- Björn Frithiofsson Holmgren, kommendör, h
- Axel Wachtmeister, greve, h
- Ola Jeppsson, lantbrukare, f
- Algot Törnkvist, redaktör, s
- Elof Hällgren, föreståndare, s

## Kristianstads län
- Per Nilsson i Bonarp, lantbrukare, h
- Swen Persson i Fritorp, lantbrukare, h
- Emanuel Björck, redaktör Kristianstads Läns Tidning, h
- Nestor Hammarlund, lantbrukare, bf
- Raoul Hamilton, godsägare, f
- Sven Bengtsson i Norup, lantbrukare, f
- Lars Borggren, bageriföreståndare, s
- Lars Anton Björklund, reparatör, s
- Nils Björk, banvakt, s

## Fyrstadskretsen
Fyrstadskretsen bestod av städerna Malmö, Hälsingborg, Landskrona och Lund.
- Nils Winkler, direktör, h
- Claes Lindskog, professor, h
- Harry Weibull, direktör, h
- Carl Lovén, konduktör, s
- Arthur Thomson, docent, s
- Olof Andersson i Malmö, ombudsman, s
- Karl Bergström, redaktör, s
- Allan Vougt, redaktör, s

## Malmöhus län
- Nils Månsson, lantbrukare, h
- Erik W. Ljung, agronom, h
- Olof Olsson, lantbrukare, bf
- Janne Nilsson, lantbrukare, bf
- Axel Pehrsson, f. riksdagsman, bf
- Johan Jönsson i Revinge, lantbrukare, l
- Per Edvin Sköld, fil. kand., s
- Nils Törnkvist, gruvarbetare, s
- Olof Andersson i Höör, skomakare, s
- Anders Paulsen, lantbrukare, s
- Olivia Nordgren, typograf, s

## Hallands län
- Anders Henriksson, lantbrukare, h
- Carl Larson, lantbrukare, h
- Nils Johansson, häradsdomare, bf
- Albin Eriksson, lantbrukare, bf
- Axel Lindqvist, glasslipare, s
- Anders Birger Andersson, snickare, s

## Göteborgs stad
- Edvard Lithander, direktör, h
- Erik Olson, civilingenjör, h
- Per Pehrsson, kyrkoherde, h
- Björn Prytz, direktör, l
- Ernst Wigforss, lektor, s
- Albin Ström, grovarbetare, s
- Carl Wilhelm Oskar Höglund, stationsförman, s
- Curt Larsson, spårvagnskonduktör, s

## Göteborgs och Bohus län
- Oscar Olsson, lantbrukare, h
- Cornelius Olsson, lantbrukare, h
- Adolf Wallerius, prost, h
- Herman Andersson, lantbrukare, bf
- Oscar Osberg, lantbrukare, l
- Gustaf Karlsson, dikningsförman, s
- Carl Brännberg, ombudsman, s
- Wiktor Mårtensson, tändsticksarbetare, s

## Älvsborgs läns norra
- Arthur Wilhelm Gustafsson, lantbrukare, h
- Thore Alströmer, friherre, h
- Lennart Johansson i Fårekulla, lantbrukare, h
- Anders Lindgren, lantbrukare, bf
- August Danielsson, lantbrukare, bf
- Axel Hansson, handlande, s
- Carl Petrus Olsson, banvakt, s

## Älvsborgs läns södra
- Birger Petersson, redaktör Medborgaren, h
- Edvin Leffler, disponent, h
- Otto Johansson i Väby, lantbrukare, h
- Karl Arthur Ryberg, lantbrukare, bf
- Josef Weijne, folkskollärare, s

## Skaraborgs län
- Karl Magnusson, trädgårdsmästare, h
- Emil Bengtsson, lantbrukare, h
- Carl Arvid Anderson, lantbrukare, h
- Erik Nordkvist, jordbrukskonsulent, h
- Gustav Johanson i Hallagården, lantbrukare, bf
- August Lundén, lantbrukare, f
- Helge Bäcklund, konduktör, s
- Carl Otto Vahlstedt, småbrukare, s
- Johan Albert Persson, tändsticksarbetare, s

## Värmlands län
- Carl Ros, godsägare, h
- Nils Persson i Grytterud, landstingsman, h
- Gustaf Olson i Torsby, bankkamrer, h
- Carl Jansson, hemmansägare, f
- Carl Björling, fanjunkare, f
- Lars Johan Carlsson-Frosterud, f.d. lantbrukare, s
- Harald Hallén, kyrkoherde, s
- Herman Norling, snickare, s
- Anders Norsell, skolkassör, s
- August Spångberg, järnvägsman, k

## Örebro län
- Gunnar Persson i Falla, lantbrukare, h
- Fredrik Sandwall, lektor, h
- Ernst Lundgren, lantbrukare, f
- Petrus Ödström, godsägare, f
- Anders Andersson i Råstock, banvakt, s
- Edvard Uddenberg, lägenhetsägare, s
- Olof Nilsson i Örebro, modellsnickare, s
- Bertil Mogård, komminister, s

## Västmanlands län
- Rikard Olsson, lantbrukare, h
- Anders Johan Johansson, f.d. riksdagsman, bf
- August Ander, f.d. riksdagsman, f
- Viktor Larsson, bankofullmäktig, s
- Emil Olovson, redaktör Västmanlands Folkblad, s
- Anton Eklund, stationskarl, s

## Kopparbergs län
- Ernst Aronson, lantbrukare, h
- Jones Erik Andersson, hemmansägare, bf
- Anders Olsson, redaktör, f
- Gustaf Andersson, lantbrukare, f
- Bernhard Eriksson, pensionsfullmäktig, s
- Robert Jansson, möbelsnickare, s
- Gustaf Pettersson (senare Hellbacken), hemmansägare, s
- Evald Ericsson, hemmansägare, s
- Verner Karlsson, gruvarbetare, k

## Gävleborgs län
- Nils Holmström, kapten, h
- Jonas Nikolaus Svedberg, lantbrukare, f.d. riksdagsman, bf
- Emil Hultman, lantbrukare, bf
- Olof Johansson i Edsbyn, byggmästare, f
- Anders Hilding, hemmansägare, f
- August Sävström, ombudsman, s
- Carl Johan Högström, slipare, s
- Fabian Månsson, järnvägsarbetare, s
- Ernst Lindley, kamrer, s
- Viktor Herou, jordbrukare, k

## Västernorrlands län
- Per Rudén, hemmansägare, h
- Nils Sandström, flottningsdirektör, h
- Gerhard Strindlund, hemmansägare, bf
- Per Jonas Edberg, hemmansägare, bf
- Petrus Bergström, hemmansägare, f
- Mauritz Västberg, redaktör (Nya Samhället), s
- Helmer Molander, ombudsman, s (tid. k)
- Helmer Lagerkwist, järnvägsman, s
- Carl Oscar Johansson, kamrer, s
- Oscar Öhman, redaktör (Norrlands-Kuriren), k

## Jämtlands län
- Samuel Hedlund, sekreterare i hushållningssällskapet, h
- Per Persson i Trången, hemmansägare, bf
- Johan Olofsson i Digernäs, hemmansägare, f
- Verner Hedlund, fattigvårdskonsulent, s
- Nils Olsson i Rödningsberg, hemmansägare, s

## Västerbottens län
- Adolf Wiklund, hemmansägare, h
- Ewald Lindmark, hemmansägare, h
- Evert Sandberg, lantbrukare, f
- Anton Wikström, redaktör Norra Västerbotten, f
- Per Näslund, hemmansägare, f
- Elof Lindberg, redaktör Västerbottens Folkblad, s
- Johan Bernhard Wiklund, fjärdingsman, s

## Norrbottens län
- Nils Erik Nilsson, hemmansägare, h
- Jöran Grapenson, komminister, h
- Harald Lundström, direktör, h
- Reinhold Selberg, landstingsman, f
- Ernst Hage, järnvägsbokhållare, s
- Oscar Lövgren, arbetare, s
- Jonas Dahlén, gruvarbetare, k